# Alfredo Trindade
Alfredo Trindade (* 3. Januar 1908 in Valada do Ribatejo, Santarém (Portugal); † 15. Oktober 1977 ebenda) war ein portugiesischer Radrennfahrer und nationaler Meister im Radsport.

## Sportliche Laufbahn
Trindade war im Straßenradsport aktiv. 1932 gewann er die Portugal-Rundfahrt vor Ezequiel Lino, 1933 vor José Maria Nicolau. Insgesamt holte er bei beiden Rundfahrten 12 Etappensiege. In dem Etappenrennen wurde er 1931 Zweiter hinter José Maria Nicolau. Bis 1941 nahm er an allen Austragungen der Portugal-Rundfahrt teil. 1934 und 1936 gewann er die nationale Meisterschaft im Straßenrennen, 1932 wurde er Zweiter hinter José Maria Nicolau. 1935 und 1936 war er im Rennen Lisboa–Porto erfolgreich.